# 名鉄瀬戸線脱線転覆事故
名鉄瀬戸線脱線転覆事故（めいてつせとせんだっせんてんぷくじこ）は、1948年（昭和23年）1月5日10時15分頃に愛知県東春日井郡守山町大字大森（現在の愛知県名古屋市守山区大森三丁目）の名鉄瀬戸線で発生した列車脱線転覆事故である。

## 概要
尾張瀬戸発堀川（現在は廃止）行き急行が、大森駅（現在の大森・金城学院前駅）東側のカーブに差しかかったところ、後部の車両サ2240形2241号車が脱線転覆し、そのまま50mほど引きずられ、先頭の電動車モ560形565号車も転覆し架線鉄柱に激突して大破した。
39人が死亡、200人が負傷するという瀬戸線史上最悪の事故となった。
当時アメリカ軍の占領下であったため、アメリカ軍憲兵の指揮の下で警察や地元消防団員が救助に当たり、遺体を名鉄喜多山クラブハウスに収容した。不通になった大森駅と旭前駅（当時印場駅は廃止中）の間は名鉄トラックで連絡された。
警察の調査によると、事故原因は運転士が三郷駅付近で自身が運転していた列車が急行であったことに気がつき、次の駅を通過した後に大森駅東側の法輪寺裏のカーブで慌てて急ブレーキをかけたためとされている。しかし、ブレーキが後部車両に連絡しておらず、この車両が浮き上がったのが原因とされている。また、運転士はこの日まで乗客を乗せて運転したことがない新人であり、当日は乗務予定がなかったが、先輩から依頼されて急遽乗務することになったという。さらに、当時の車両には速度計が無かったのに加え、このカーブは勾配を下りながら法定許容範囲ぎりぎりの半径160mを曲がる急カーブであった。その上、当日は熱田神宮の初えびすの日で初詣客などで大混雑し、すし詰め状態だったことで被害がさらに大きくなった。事故現場には、乗客の物と思われる晴れ着やお餅が散らばっていた。
1948年（昭和23年）5月には法輪寺の住職江口耕雲が発起人となり事故現場に交通安全地蔵が建立され、1949年（昭和24年）1月には事故の一周忌で当時の名古屋鉄道社長神野金之助の筆により「殉難の碑」が建立された。その後、事故現場付近などで曲線改良が実施された。
大破した車両（サ2240形2241号車、モ560形565号車）は修復され復帰。サ2240形2241号車は豊橋鉄道に転籍し、ク2240（2241）として1969年（昭和44年）まで運用された。モ560形565号車は後に揖斐線に移りモ760形（765）に改称。1973年（昭和48年）12月に北恵那交通に譲渡されて北恵那鉄道モ565に改称。1978年（昭和53年）の北恵那交通・北恵那鉄道線廃止まで運用された。